# Cheilopogon arcticeps
Cheilopogon arcticeps är en fiskart som först beskrevs av Günther, 1866.  Cheilopogon arcticeps ingår i släktet Cheilopogon och familjen Exocoetidae. Inga underarter finns listade i Catalogue of Life.